# Sulfoquinovosyldiacylglycérol

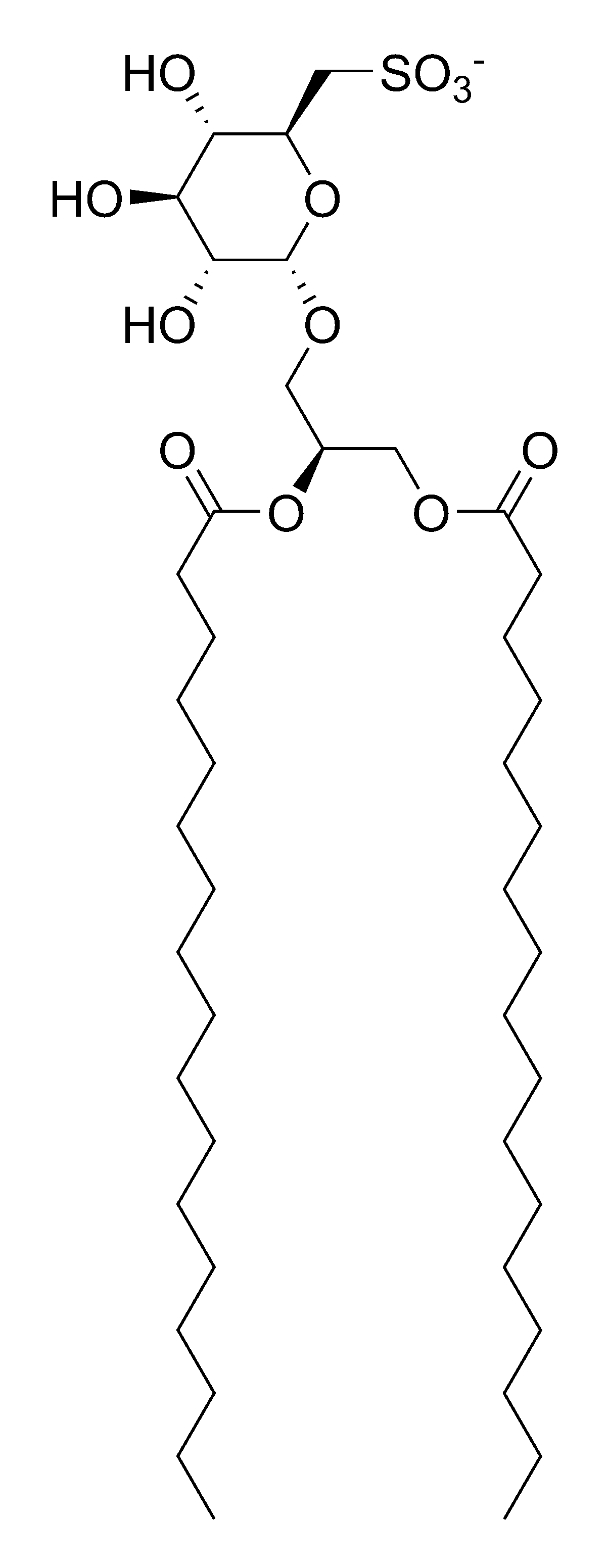
Structure d'un SQDG.

Un sulfoquinovosyldiacylglycérol (SQDG) est un sulfolipide à base de sulfoquinovose présent chez de nombreux organismes photosynthétiques. La structure de ces glycolipides peut être décrite comme du 1,2-di-O-acyl-3-O-(6-désoxy-6-sulfo-α-D-glucopyranosyl)-sn-glycérol. Le caractère distinctif de ce composé est sa liaison carbone–soufre au niveau du groupe sulfonate C–SO3. On le trouve dans les membranes thylacoïdes chez les plantes, les algues, les cyanobactéries, les bactéries phototrophes sulfo-oxydantes et les bactéries non sulfureuses.
Les SQDG ont été trouvés en association étroite avec certaines protéines membranaires. On a par exemple pu mettre en évidence des interactions fortes avec la protéine de Rieske.
Chez les cyanobactéries, la biosynthèse des SQDG est réalisée à partir d'un diglycéride et d'UDP-sulfoquinovose lui-même produit à partir d'UDP-glucose et de sulfite sous l'action d'une UDP-sulfoquinovose synthase.
Il présente une activité anti-tumorale.